# Demon Slave
Demon Slave (魔都精兵のスレイブ?, Mato seihei no Sureibu, lett. "Lo schiavo delle truppe d'élite della capitale magica"), noto anche come Chained Soldier, è un manga scritto da Takahiro e disegnato da Yohei Takemura. Viene serializzato sul sito web di manga Shōnen Jump+ di Shūeisha dal 5 gennaio 2019. Un adattamento anime prodotto da Seven Arcs è stato trasmesso dal 4 gennaio al 21 marzo 2024. Una seconda stagione prodotta da Passione e Hayabusa Film è prevista per il 2026.

## Trama
In Giappone iniziano ad aprirsi i portali di un'altra dimensione chiamata Mato dalla quale fuoriescono dei mostri conosciuti come Shuki che iniziano ad attaccare gli abitanti della Terra. All'interno di questi portali c'è una risorsa molto importante e preziosa, i frutti "Momo", che quando vengono consumati conferisce alle donne dei poteri soprannaturali, che gli ha così permesso di instaurare una società matriarcale dove gli uomini ricoprono un ruolo sempre più marginale. Un giorno, un ragazzo di nome Yuki Wakura, finisce casualmente in uno di questi portali e incontra una ragazza di nome Kyoka Uzen, il comandante della settima Mabotai, un corpo speciale militare composto da sole donne che ha la scopo di combattere gli Shuki e proteggere le persone. Kyoka dimostra di possedere il potere di "rendere suoi schiavi" gli Shuki che poi sfrutta cavalcandoli per combattere ma quando viene messa alle strette da un elevato numero di mostri, chiede a Yuki di diventare suo schiavo. Egli acconsente e si trasforma nel suo "schiavo" e sconfiggono gli Shuki senza grossi problemi. In seguito il ragazzo scopre che in cambio dei suoi servigi deve essergli data una ricompensa adeguata, spesso di natura sessuale o tendente ad essa. Yuki decide così di unirsi alla squadra di Kyoka come custode della caserma e sostenere il suo sogno di diventare il comandante supremo, mentre combatte gli Shuki e scopre il mistero che si cela dietro al Mato.

## Personaggi

### Settima Mabotai
Yuki Wakura (和倉 優希?, Wakura Yūki)
Doppiato da: Yūya Hirose
Il protagonista che funge da domestico del dormitorio della settima Mabotai. È il fratello minore di Aoba e non ostante il ruolo degli uomini nella società sia diventato marginale, sogna di diventare un eroe. In precedenza era uno studente del terzo anno delle superiori, finché non si ritrova nel Mato dopo aver oltrepassato un cancello apparso. Viene salvato da Kyoka mentre viene attaccato da un branco di Shuki. Accetta di diventare lo schiavo di Kyoka e aiuta lei e le altre ragazze della Mabotai a combattere i mostri. Grazie all'abilità Slave di Kyoka può trasformarsi in una versione modificata degli Shuki, in genere le sue trasformazioni sono legate ai poteri e alla personalità della ragazza che funge da padrona. Quando non svolge le questioni domestiche, aiuta le ragazze con gli allenamenti e nella lotta contro gli Shuki. Sviluppa un forte legame con le ragazze della sua e di altre Mabotai, infatti alcune di loro (come Shushu e Tenka) sviluppano sentimenti romantici per lui.
Kyoka Uzen (羽前 京香?, Uzen Kyōka)
Doppiata da: Akari Kitō
Comandante della settima Mabotai, ha 21 anni. Da piccola abitava in un villaggio dove trascorreva un'infanzia spensierata, finché svariati Shuki attaccarono e fecero una strage di cui lei fu la sola superstite. Questo evento segnò permanentemente la sua vita e le provocò un odio viscerale verso gli Shuki, al punto da volerli distruggere tutti definitivamente, per questo si unì al Mabotai e punta a diventare comandante generale per poter portare avanti il suo progetto nel modo più radicale e veloce, in modo da salvare più persone possibili. Kyoka si allena quotidianamente fino allo stremo per affinare le sue abilità e quelle della sua unità, è un comandante severo, ma anche molto comprensiva e incoraggiante verso i suoi sottoposti. Malgrado il trauma subito, Kyoka non ha perso il sorriso e la gentilezza, ha un debole per i dolci e porta sempre con sé delle caramelle da offrire alle persone come segno di gentilezza, è sempre pronta a proteggere gli innocenti e si adopera al meglio per fare la cosa giusta. Kyoka è rispettata da tutti perché è l'unica in grado di uccidere facilmente gli Shuki anche senza il potere del Momo, usando solo la sua katana. Poiché la sua abilità è ritenuta debole, secondo molti è stata sfortunata ad aver ricevuto lo Slave come abilità malgrado le sue eccezionali doti. Grazie a Yuki scopre le vere potenzialità del suo potere e riafferma la sua determinazione a diventare comandante generale. Come padrona, Kyoka è molto severa con Yuki ma anche gentile e dolce all'occorrenza, lo addestra personalmente ogni giorno per far sì che lui possa essere d'aiuto a lei e al resto della sua unità. A causa delle ricompense che è costretta a dare a Yuki, il loro rapporto è costellato da momenti imbarazzanti, cui lei non riesce mai ad abituarsi del tutto. Spesso, inoltre, le sue reazioni all'avvicinamento di altre ragazze a Yuki tradisce una certa gelosia nei suoi confronti, portandola a sottolineare come Yuki sia il suo schiavo.
Himari Azuma (東 日万凛?, Azuma Himari)
Doppiata da: Yume Miyamoto
Membro della famiglia Azuma, da generazioni famiglia che ha avuto molti elementi di spicco nel Mabotai e vice-comandante della settima divisione. Himari è la terzogenita di Fubuki Azuma, comandante del nono Mabotai, e nipote di Tobera Azuma, ex comandante generale, la sorella maggiore Yachiho è la vice-comandante della sesta unità e la primogenita è la vice della stessa Fubuki nella nona, dove serve anche Homare, sua cugina. Himari è considerata la pecora nera della famiglia poiché non è mai riuscita ad essere all'altezza delle aspettative della famiglia, ciò le ha provocato numerose insicurezze, ma Kyoka ha dimostrato di credere in lei rendendola la propria vice, cosa di cui lei è molto grata. Himari è l'unica a diffidare fortemente di Yuki come membro del Mabotai, ma in seguito giunge a sopportarlo e poi ad apprezzarlo, anche grazie al fatto che, per via della sua abilità, ella stessa funge da sua seconda padrona. La sua capacità è, però, molto potente e si chiama Learning, potere che le permette di copiare i poteri Momo di chiunque abbia incontrato e registrato nel suo telefono. Non si tratta, però, di un'abilità assoluta in quanto la compatibilità è fondamentale nel rendere accurato un potere, e nella maggior parte dei casi può usarli in modo molto limitato. È anche in grado di entrare in una modalità provvisoria in cui riesce ad usare i poteri copiati con molta più potenza e precisione, ma ciò le costa molte più energie. Per sfruttare al meglio questo potere Himari combina le varie abilità usandole in rapida successione. Quando è lei a utilizzare Slave, Yuki assume una forma meno potente ma più veloce. La teoria sul suo potere è che derivi dalla sua volontà di imparare tutto da sua sorella Yachiho.
Shushu Suruga (駿河 朱々?, Suruga Shushu)
Doppiata da: Mari Hino
Membro della settima Mabotai, Shushu è una ragazza allegra e gioviale, che pensa soprattutto a divertirsi. Avendo frequentato scuole femminili, è molto incuriosita da Yuki e si diverte a provocarlo per farlo imbarazzare. Nel vedere il suo coraggio e il suo buon cuore, finisce presto con l'innamorarsi di lui. Per farsi notare da Yuki legge molti romanzi rosa e manga romantici, e legge molti articoli su come fare colpo sulla persona amata, per poi tentare di metterli in pratica. Il suo potere, Paradigm Shift, le permette di ridurre o aumentare a dismisura le proprie dimensioni, fino a diventare minuscola o gigantesca, con relativo aumento o riduzione di forza e peso. Shushu può mantenere questa forma a lungo ed è il suo più grande vantaggio, ma scopre poi che, aumentando al massimo le dimensioni per un tempo di tre minuti, la sua forza e resistenza vengono massimizzate. Quando Kyoka le presta Yuki, questi assume una forma più lenta rispetto a Kyoka, ma più potente fisicamente e, concentrando l'energia in un solo punto, è in grado di scagliare colpi estremamente violenti.
Nei Okawamura (大川村 寧?, Ōkawamura Nei)
Doppiata da: Hina Tachibana
Il membro più giovane della settima Mabotai, è una bambina di undici anni, molto gentile e dolce. Da piccola perse i genitori in un incidente Mato, ma i loro corpi non furono ritrovati, quindi è possibile che siano ancora vivi, come già avvenuto in casi simili. Il suo potere, Promise, le permette di individuare a grandi distanze i nemici ovunque essi siano entro un certo raggio, ciò ha reso molto più semplice alla settima Mabotai l'individuazione degli Shuki e facilitato l'elaborazione delle loro strategie. Quando le viene prestato Yuki, le doti fisiche di quest'ultimo sono molto ridotte, ma i suoi sensi sono amplificati a dismisura, può vedere a grandi distanze e attraverso la materia solida, nonché sentire da molto lontano. Diversamente dagli altri casi, essendo Nei una bambina le ricompense che deve dare a Yuki consistono semplicemente in carezze sulla testa. Il rapporto tra lei e Yuki è molto simile a quello di due fratelli, Nei essendo figlia unica non ha mai avuto un fratello maggiore mentre Yuki non ha mai avuto una sorella minore, essendo lui più piccolo rispetto alla sorella Aoba. Sembra che il suo potere derivi proprio dal desiderio di ritrovare i suoi genitori.

### Sesta Matobai
Tenka Izumo (出雲 天花?, Izumo Tenka)
Doppiata da: Maaya Uchida
Comandante della sesta divisione, è una ragazza tranquilla, posata e matura. È meno severa di Kyoka e più accomodante di quest'ultima con i suoi subordinati, ma tiene molto a loro e non esita mai a lanciarsi nella mischia per proteggerli, per questo il rispetto delle ragazze della sua divisione nei suoi confronti è altissimo. La sua abilità è Ame no Mitori, un potere che le permette di teletrasportarsi generando dei wormhole e di manipolare lo spazio per disintegrare la materia in modo simile ad un buco nero per attaccare e difendersi. A suo dire, Tenka può teletrasportarsi ininterrottamente senza stancarsi per 666 volte di fila nel pieno di un combattimento. Tenka si interessa presto a Yuki e manifesta apertamente le sue intenzioni romantiche e lussuriose nei suoi confronti, senza alcuna remora. Tenka non è interessata a diventare comandante generale, ma è pronta a dare il suo sostegno a Kyoka. Le sesta e settima Mabotai interagiscono spesso anche perché Tenka è innamorata di Yuki mentre la sua vice, Yachiho, è la sorella maggiore di Himari, la vice di Kyoka. Tenka è sinceramente innamorata di Yuki, sebbene le sue attenzioni spesso sfocino quasi nel morboso, al punto che, malgrado Yuki non abbia mai accettato (né rifiutato) di uscire con lei, si considera già la sua ragazza e si riferisce ad Aoba chiamandola "sorella", come se fossero già sposati. Ogni volta che vede Yuki cerca di mostrare le sue capacità potenziali come moglie, dal cucinare all'andare d'accordo con le altre ragazze, ma a suo dire Yuki potrebbe limitarsi a fare i lavori di casa mentre lei lavorerebbe per mantenere la famiglia. Il suo desiderio più grande è sposare Yuki. Curiosamente, malgrado Kyoka non glielo abbia mai prestato come con altre, ogni volta che Tenka è presente quando Yuki deve ricevere una ricompensa lei partecipa spontaneamente scambiandosi con lui molte effusioni e quindi, diversamente dalle altre presenti, il suo corpo non si muove da solo.
Yachiho Azuma (東 八千穂?, Azuma Yachiho)
Doppiata da: Nene Hieda
Sorella maggiore di Himari e vice-comandante della sesta Mabotai. Yachiho è combattente molto talentuosa dotata di un impressionante potere Momo: il controllo sul tempo chiamato Golden Hour. Yachiho, mettendosi una posa specifica che, a suo dire, serve a "caricare" la tecnica, è in grado di fermare o riavvolgere il tempo per cinque secondi, dandole modo di abbattere poi il nemico con la sua pistola realizzata appositamente per abbattere gli Shuki. Si tratta di una tecnica che può usare più volte, ma ogni utilizzo le causa stanchezza e non può ricorrere alla tecnica a ripetizione. Il suo asso nella manica, Prime Time, le permette di fermare o riavvolgere il tempo per dieci secondi, ma ci vuole più tempo per azionarlo e non può ricorrervi più volte all'interno del medesimo combattimento, in quanto la stanca molto. Yachiho è molto vanitosa e arrogante e punta sempre a vincere con stile e ama definirsi aggraziata nell'effettuare le sue pose, a suo dire splendide. Malgrado affermi di non aver bisogno di impegnarsi molto in quanto si autodefinisce un genio in ogni cosa, Yachiho in realtà si allena duramente ogni giorno per essere all'altezza del nome di famiglia. Il suo rapporto con Himari, che la fa apparire una tiranna agli occhi della sorella, è semplicemente dovuto al fatto che, pur ammirandone l'impegno, la sua incapacità di mettersi in luce nei momenti giusti la portavano ad isolarsi, perciò Yachiho pensa che, come sorella maggiore, sia suo dovere prendersi cura di lei, ma non essendo capace di esprimersi in modo affettuoso si nasconde dietro l'arroganza come scusa. Yachiho in realtà vuole molto bene ad Himari e le dispiace molto che Himari non intenda tornare alla casa di famiglia per restare con Kyoka e le altre compagne. Dopo aver perso contro Himari in uno scontro amichevole, smette di trattarla con arroganza, avendo finalmente visto quanto forte sia diventata la sorella. Yachiho è anche molto affezionata a Tenka, la sua comandante, e a Sahara, sua compagna. Sahara sospetta che il motivo per cui Yachiho possa controllare il tempo sia il suo desiderio di trascorrere più tempo con sua sorella minore.
Sahara Wakasa (若狭 サハラ?, Wakasa Sahara)
Doppiata da: Reina Ueda
Ragazza bella e forte della sesta Mabotai. Sahara soffre di narcolessia ed è capace di addormentarsi praticamente in qualsiasi situazione, da un bagno termale a stando anche in piedi, infatti non perde mai tempo per sdraiarsi e dormire alla prima occasione, anche nel bel mezzo di una conversazione. Il suo potere si chiama Crazy Sheep e le permette, dopo aver selezionato un limite di tempo che va da 1 a 60 minuti, di aumentare le sue capacità fisiche, specie la forza. Allo scadere del tempo prestabilito Sahara deve aspettare tre minuti per usare di nuovo questo potere, e più è basso il numero di minuti e maggiore è l'incremento di forza che riceve. Con tre minuti è stata capace di sollevare Shushu nella sua forma gigantesca con la sola forza delle braccia e di sconfiggerla dopo essere svenuta. Sahara, infatti, se perde i sensi o semplicemente si addormenta mentre il potenziamento fisico è attivo, il suo istinto combattivo viene affinato e le permette di continuare a combattere fino allo scadere del tempo in uno stato di sonnambulismo durante il quale non riesce a distinguere amici dai nemici, ma in cambio la sua forza fisica viene potenziata ancora di più.

### Shuuki umanoidi
Aoba Wakura (和倉 青羽?, Wakura Aoba)
Doppiata da: Tomori Kusunoki
La sorella maggiore di Yuuki, che gli ha insegna tutto su cosa significa essere un uomo funzionale, offrendogli punti ogni volta che passa o lo mette in una posizione di sottomissione. Ad un certo punto, otto anni fa, si ritrovò coinvolta in un disastro di Mato, dove mangiò un frutto Momo, trasformandosi in uno Shuuki umanoide. Mentre lottava per mantenere la sua umanità, incontrò presto Naon e Koko; ad un certo punto divenne la leader del Villaggio Nascosto. A differenza delle Mabotai e degli altri Shuki umanoidi, Aoba non possiede un potere specifico: mangiando più frutti, Aoba è in grado di potenziare tutte le sue capacità (come forza, velocità, ecc.); oltre a ciò può allungare e controllare i suoi capelli, sparare un raggio di energia dalla bocca e possiede cinque sensi amplificati. È molto affezionata a suo fratello minore Yuki, tanto da essere iperprotettiva e ad ingelosirsi ogni volta che una ragazza gli si avvicina.
Koko Zenibako (銭函 ココ?, Zenibako Koko)
Doppiata da: Sayaka Senbongi
Una Shuki umanoide che risiede nel Villaggio Nascosto . È diventata uno Shuuki umanoide a causa del frutto Momo che ha mangiato mutandola. Koko è una persona piuttosto frizzante, vivace, gioiosa e infantile a cui piace aiutare le persone. Durante il suo primo incontro sia con Himari che con Shushu , chiamò loro apertamente il suo nome, apparentemente senza rendersene conto, poi si chiese come entrambi sapessero quale fosse il suo nome. Si preoccupa molto dei suoi amici e alleati, curando Yuuki , il fratello minore di Aoba , usando i suoi poteri e irritandosi dopo aver visto le cicatrici che erano su Naon. In confronto ad Aoba e Naon, Koko è quasi come la sorella minore del trio. Il suo potere si chiama Koko Juice e le permette di manipolare i suoi fluidi corporei. Può rilasciare melma dalla sua pelle, rendendola invulnerabile contro quasi tutti i tipi di attacchi fisici, dai pugni alle prese, che le scivolano via in modo innocuo rendendo inutili gli attacchi sia di Shushu che di Sahara. Koko è anche in grado di curare le ferite ricoprendole con la sua saliva, che applica leccandole. Tuttavia, è altamente suscettibile agli attacchi taglienti delle armi a lama.
Naon Yuno (湯野 波音?, Yuno Naon)
Doppiata da: Rina Hidaka
Una degli Shuuki umanoidi che vivono nel Villaggio Nascosto. È diventata uno Shuuki umanoide a causa del frutto Momo che ha mangiato mutandola. Naon era una famosa modella rimasta vittima di un disastro che la trasportò nel Mato. Lì ha mangiato una dei frutti Momo per salvarsi dallo Shuuki, ma invece ha finito per mutarla. È stata trovata dall'Agenzia Onmyou ed è stata sottoposta a esperimenti. Quando la sua abilità si è risvegliata, l'ha usata per sfuggire all'agenzia. Il suo potere si chiama Hidden Beauty e le permette di nascondersi o passare attraverso oggetti solidi, sia organici che inorganici, permettendole di muoversi liberamente attraverso i muri e il terreno e altri esseri viventi senza restrizioni.

## Media

### Manga
La serie, scritta da Takahiro e disegnata da Yohei Takemura, viene serializzata dal 5 gennaio 2019 sul sito web di manga Shōnen Jump+ di Shūeisha. I capitoli vengono raccolti in volumi tankōbon dal 4 marzo 2019; al 4 aprile 2025 il numero totale ammonta a 18.
In Italia la serie è stata annunciata durante il Lucca Comics & Games 2021 da Panini Comics che ha iniziato a pubblicarla sotto l'etichetta Planet Manga nella collana Manga Heart dal 10 marzo 2022.

#### Volumi
| 1  | 4 marzo 2019 | ISBN 978-4-08-881786-6 | 10 marzo 2022    | ISBN 978-88-287-6526-4 |
| 1  | Capitoli - 1. Nascita di uno schiavo (スレイブの誕生?, Sureibu no tanjō) - 2. Ci sono professionisti e professionisti (精兵と管理人?, Seihei to kanrinin) - 3. La depressione di uno schiavo (スレイブの憂鬱?, Sureibu no yūutsu) - 4. La tempestività di uno schiavo (スレイブの機転?, Sureibu no kiten) - 5. L'incoraggiamento di uno schiavo (スレイブの奮起?, Sureibu no funki) |                        |                  |                        |
| 2  | 4 luglio 2019 | ISBN 978-4-08-881896-2 | 14 aprile 2022   | —                      |
| 2  | Capitoli - 6. La sorella maggiore (prima parte) (スレイブの姉 前編?, Sureibu no ane zenpen) - 7. La sorella maggiore (seconda parte) (スレイブの姉 後編?, Sureibu no ane kōhen) - 8. Il tutor dello schiavo (スレイブの上司?, Sureibu no jōshi) - 9. Nascita di uno schiavo (per la terza volta?) (スレイブの誕生 (3回目)?, Sureibu no tanjō (3-kai-me)) - 10. Nuovo potere (新しい力?, Atarashī chikara) - 11. Famiglia Azuma (東家の事情?, Azuma ya no jijō) - 12. Mossa finale (必殺技?, Hissawwaza) - 13. Inizia la competizione (交流戦開始?, Kōryū-sen kaishi) - 14. Resa dei conti... tra sorelle! (姉妹対決?, Shimai taiketsu)                                                                               |                        |                  |                        |
| 3  | 1º novembre 2019 | ISBN 978-4-08-882113-9 | 16 giugno 2022   | —                      |
| 3  | Capitoli - 15. Yachiho e Himari (八千穂と日万凛?, Yachiho to Himarin) - 16. Padrona caliente (燃えるご主人?, Moeru goshujin) - 17. La seconda sfida (第二試合?, Dainishiai) - 18. Assalto feroce (強襲?, Kyōshū) - 19. La caposquadra della settima (七番組組長?, Nana bangumi kumichō) - 20. La caposquadra della sesta (六番組組長?, Roku bangumi kumichō) - 21. Lo schiavo dopo la gara a squadre (交流戦後のスレイブ?, Kōryū sengo no Sureibu) - 22. Nascita di uno schiavo (e siamo alla quarta...) (スレイブの誕生 (4回目)?, Sureibu no tanjō (4-kai-me)) - 23. Il reclutamento dello schiavo (スレイブのスカウト?, Sureibu no Sukauto)                                                                        |                        |                  |                        |
| 4  | 4 marzo 2020 | ISBN 978-4-08-882235-8 | 11 agosto 2022   | —                      |
| 4  | Capitoli - 24. Lo schiavo e la caposquadra (スレイブと組長?, Sureibu to kumichō) - 24.5. Il piano di Shushu (朱々の一計?, Akaaka no kei) - 25. Al comando dello schiavo (スレイブの上司?, Sureibu no jōshi) - 26. Di sicuro li troverò (きっと見つける?, Kitto mitsukeru) - 27. Yuki e Aoba (優希と青羽?, Yūki to Aoba) - 28. Ritrovarsi (再会?, Saikai) - 29. Il covo nascosto (隠れ里?, Kakurezato) - 30. Presagi di turbolenze (波乱の予感?, Haran no yokan) - Extra. La speranza dello schiavo (WJ特別出張読切 スレイブの願い?, WJ tokubetsu shutchō yomikiri Sureibu no negai) - Sondaggio sulla popolarità dei personaggi                                                                                      |                        |                  |                        |
| 5  | 3 luglio 2020 | ISBN 978-4-08-882359-1 | 13 ottobre 2022  | —                      |
| 5  | Capitoli - 31. Un barlume nell'oscurità (垣間見えた闇?, Kaimami eta yami) - 32. Battaglia nel villaggio segreto (隠れ里の戦い?, Kakurezato no tatakai) - 33. Lo schiavo imprigionato (拘束のスレイブ?, Kōsoku no Sureibu) - 34. Disperata caccia all'orso (死闘熊狩り?, Shitō kuma kari) - 35. Scontro istantaneo (刹那の攻防戦?, Setsuna no kōbōsen) - 36. Lo spirito della settima (七番組の精神?, Nana bangumi no seishin) - 37. Tenka contro Aoba (天花VS青羽?, Tenka VS Aoba) - 38. Il mio amore per lo schiavo (スレイブへの愛?, Sureibu e no ai) - 39. Nome rivelato (明かされた名?, Akasa reta na) - Extra. Lo schiavo e i funghi (スレイブとキノコ?, Sureibu to kinoko)                                     |                        |                  |                        |
| 6  | 4 dicembre 2020 | ISBN 978-4-08-882481-9 | 15 dicembre 2022 | —                      |
| 6  | Capitoli - 39.5. Le divinità partono per il fronte (神の出陣?, Kami no shutsujin) - 40. La rabbia dello schiavo (怒りのスレイブ?, Ikari no Sureibu) - 41. Fiori di ciliegio caotici (乱れ山桜?, Midare yamazakura) - 42. La decisione dello schiavo (スレイブの決意?, Sureibu no ketsui) - 43. Segnali dell'avvento (胎動?, Taidō) - 44. La proprietaria dello schiavo (スレイブの主?, Sureibu no nushi) - 45. Presentimento di tempesta (嵐の予感?, Arashi no yokan) - 46. L'assemblea delle caposquadra (組長集結?, Kumichō shūketsu) - 47. Inizia l'assemblea (会議開始?, Kaigi kaishi) - Lo schiavo alle spalle (うしろのスレイブ?, Ushiro no Sureibu)                                                           |                        |                  |                        |
| 7  | 2 aprile 2021 | ISBN 978-4-08-882604-2 | 9 febbraio 2023  | —                      |
| 7  | Capitoli - 48. La battaglia della comandante (総組長の戦い?, Sō kumichō no tatakai) - 49. Scontri violenti per lo schiavo (スレイブ攻防戦?, Sureibu kōbōsen) - 50. La gratitudine dello schiavo (スレイブの感謝?, Sureibu no kansha) - 51. L'ombra dell'amore (恋の影?, Koi no kage) - 52. Arriva la tempesta (やってきた嵐?, Yattekita arashi) - 53. Lo schiavo volteggia nel cielo (スレイブ空を舞う?, Sureibu sora o mau) - 54. La stagione dell'addestramento (鍛える季節?, Kitaeru kisetsu) - 55. Eccesso (暴走?, Bōsō) - 56. Disciplina (躾?, Shitsuke) - Extra. Banchettando con lo schiavo (ご馳走はスレイブ?, Gochisō wa Sureibu)                                                                           |                        |                  |                        |
| 8  | 4 agosto 2021 | ISBN 978-4-08-882743-8 | 13 aprile 2023   | —                      |
| 8  | Capitoli - 57. Il meglio dell'umanità (生命の極み?, Inochi no kiwami) - 58. Lo schiavo esaurito (憔悴のスレイブ?, Shōsui no Sureibu) - 59. La famiglia Azuma (東というもの?, Azuma to iu mono) - 60. Inizia il raduno (晩餐開始?, Bansan kaishi) - 61. Resa dei conti immediata (超速対決?, Chōsoku taiketsu) - 62. Toccare il cielo con un dito (意気衝天?, Ikishōten) - 63. La leader della nona Mabotai (九番組組長?, Kyū bangumi kumichō) - 64. I ricordi di Himari (日万凜の想い?, Himari no omoi) - 65. Le Azuma si rinnovano (新たなる東?, Aratanaru Azuma) - Extra. Sentimento d'amore (恋の気持ち?, Koi no kimochi)                                                                                         |                        |                  |                        |
| 9  | 3 dicembre 2021 | ISBN 978-4-08-882857-2 | 8 giugno 2023    | —                      |
| 9  | Capitoli - 66. Notte nella residenza delle Azuma (東家の夜?, Azumaya no yoru) - 67. Madre, figlia e schiavo (母娘とスレイブ?, Oyako to Sureibu) - 68. Lo schiavo e le notti d'estate (スレイブの晩夏?, Sureibu no banka) - 69. Catene che si rinforzano (強くなる鎖?, Tsuyoku naru kusari) - 70. Anormalità nel mondo normale (現世での異変?, Gense de no ihen) - 71. A Yokohama (横浜にて?, Yokohama nite) - 72. La leader della seconda Mabotai (二番組 組長?, Ni bangumi kumichō) - 73. Le intenzioni della divinità (神の思惑?, Kami no omowaku) - Extra. Madre, figlia e schiavo... e poi?! (母娘とスレイブ・その後?, Oyako to Sureibu sonogo) - Bonus. Impostazione e Character Gallery                        |                        |                  |                        |
| 10 | 2 maggio 2022 | ISBN 978-4-08-883109-1 | 10 agosto 2023   | —                      |
| 10 | Capitoli - 74. Lo schiavo e Kusetsu (スレイブと空折?, Sureibu to Soraori) - 75. La determinazione della capobanda (組長の覚悟?, Kumichō no kakugo) - 76. Battaglia drammatica contro la divinità (神との激闘?, Kami to no gekitō) - 77. Le meraviglie delle otto divinità (八雷神の驚異?, Hachiraishin no kyōi) - 78. Battaglia decisiva a Yohohama (inizio) (横浜決戦 (前編)?, Yokohama kessen (zenpen)) - 79. Battaglia decisiva a Yohohama (fine) (横浜決戦 (後編)?, Yokohama kessen (kōhen)) - 80. Slave Ten (無窮の鎖・天?, Mukyū no kusari ten) - 81. Kusetsu (空折?, Soraori) - Extra. Slave Highschool (スレイブハイスクール?, Sureibu Haisukūru) - Bonus. Secondo sondaggio sulla popolarità dei personaggi |                        |                  |                        |
| 11 | 2 settembre 2022 | ISBN 978-4-08-883234-0 | 12 ottobre 2023  | —                      |
| 11 | Capitoli - 82. Terminata la battaglia di Yokohama (横浜戦、その後?, Yokohama-sen, sonogo) - 83. La determinazione di Mira (美羅の決意?, Bira no ketsui) - 83.5 Alla residenza delle Azuma (東家の出来事?, Azumaya no dekigoto) - 84. La ricompensa di Mira (美羅のご褒美?, Bira no go hōbi) - 85. Incombono nuvole spettrali (立ちこめる妖雲?, Tachikomeru yōun) - 86. Il raduno delle divinità (神議?, Kamuhaka) - 87. I cieli del Mato (魔都上空?, Mazu jōkū) - 88. Barlume di speranza (光明?, Kōmyō) - 89. La prima Mabotai (一番組?, Ichi bangumi) - 90. La leader liceale (女子高生組長?, Joshikōsei kumichō) - Extra. Arrivano la cavalleria! (連隊出撃?, Rentai shutsugeki)                                  |                        |                  |                        |
| 12 | 4 gennaio 2023 | ISBN 978-4-08-883342-2 | 11 gennaio 2024  | —                      |
| 12 | Capitoli - 91. L'assalto (襲撃?, Shūgeki) - 92. Mischia (混戦?, Konsen) - 93. Potere conferito (与えられし力?, Atae rareshi chikara) - 94. Il percorso (道?, Michi) - 95. Potere elaborato (練り上げた力?, Neriageta chikara) - 96. La leader della prima Mabotai (一番組組長?, Ichi bangumi kumichō) - 97. Gli incursori (侵攻する者達?, Shinkō suru monotachi) - 98. Kyoka e Yumeji (京香と夢路?, Kyōka to Yumeji) - Extra. Dopo l'Hagoromo (覇衣・その後?, Kaki oroshi manga Hagoromo sonogo) - Bonus. Presentazione delle caposquadra |                        |                  |                        |
| 13 | 2 giugno 2023 | ISBN 978-4-08-883494-8 | 8 febbraio 2024  | —                      |
| 13 | Capitoli - 98.5. Anomalia (異変?, Ihen) - 99. La fine del caos (混戦の結末?, Konsen no ketsumatsu) - 100. Le combattenti d'élite del Mato (魔都の精兵たち?, Mato no seihei-tachi) - 101. Divinità contro Ren (神VS恋?, Kami VS koi) - 102. La risposta della terra (地球の答え?, Chikyū no kotae) - 103. Affari interni (魔防隊人事?, Mabōtai jinji) - 104. La leader della terza Mabotai (三番組組長?, San bangumi kumichō) - 105. La forza di volontà di Bell (ベルの意地?, Beru no iji) - 106. Le lacrime di Bell (ベルの涙?, Beru no namida) - Extra. Ren (Ren?) |                        |                  |                        |
| 14 | 4 ottobre 2023 | ISBN 978-4-08-883636-2 | 11 aprile 2024   | —                      |
| 14 | Capitoli - 107. Verso il Togenkyo (桃源郷へ?, Tōgenkyō e) - 108. Il Togenkyo (桃源郷?, Tōgenkyō) - 109. Leader VS leader VS leader (組長VS組長VS組長?, Kumichō VS kumichō VS kumichō) - 110. Migliorano tutte (それぞれの成長?, Sorezore no seichō) - 111. L'ottava Mabotai (八番組?, Hachi bangumi) - 112. Valvara Pilipenko (ワルワラ・ピリペンコ?, Waruwara Piripenko) - 113. Fukuma, l'osservatrice (観察者伏摩?, Kansatsusha Fushima) - 114. Nuvole oscure nel Togenkyo (暗雲桃源郷?, An'un Tōgenkyō) - 115. Scosse e fulmini nel Togenkyo (雷震桃源郷?, Raishin Tōgenkyō) - Extra. Diario del Togenkyo (桃源郷日記?, Tōgenkyō nikki)                                                                           |                        |                  |                        |
| 15 | 2 febbraio 2024 | ISBN 978-4-08-883829-8 | 11 luglio 2024   | —                      |
| 15 | Capitoli - 116. Foto (写真?, Shashin) - 117. Fulmine Kagura (雷神楽?, Raijin kagura) - 118. Potere miracoloso (奇跡の力?, Kiseki no chikara) - 119. Guerra santa (聖なる戦い?, Seinaru tatakai) - 120. Il confronto tra luce e oscurità (光と闇の決着?, Hikari to yami no ketchaku) - 121. Travolgente (圧倒?, Attō) - 122. La determinazione della settima (七番組の意地?, Nana bangumi no iji) - 123. Schiavo ululante (咆哮のスレイブ?, Hōkō no Sureibu) - 124. Piccola creatura (小さき者?, Chīsaki mono) - Extra. Lo schiavo nel magazzino dei costumi (衣装倉庫のスレイブ?, Ishō sōko no Sureibu) |                        |                  |                        |
| 16 | 4 luglio 2024 | ISBN 978-4-08-884047-5 | 14 novembre 2024 | —                      |
| 16 | Capitoli - 125. La ricompensa di Bell (ベルのご褒美?, Beru no go hōbi) - 126. La dimora delle divinità (神々の家?, Kamigami no ie) - 127. Epilogo al Togenkyo (桃源鄉後日談?, Tōgenkyō kōjitsu dan) - 128. Il potere infinito (無限の力?, Mugen no chikara) - 129. Lo Slave di Valvara (ワルワラのスレイブ?, Waruwara no Sureibu) - 130. La confessione (告白?, Kokuhaku) - 131. A causa dei miei sentimenti (思いゆえに?, Omoi yueni) - 132. Una preoccupazione inaspettata (意外な懸念?, Igaina kenen) - 133. Bandiera bianca (白旗?, Shirahata) - Extra. Bell e Valvara... il seguito (ベル&ワルワラ・その後?, Beru & Waruwara sonogo)                                                                            |                        |                  |                        |
| 17 | 4 dicembre 2024 | ISBN 978-4-08-884257-8 | 8 maggio 2025    | —                      |
| 17 | Capitoli - 134. La proposta della divinità (神の提案?, Kami no teian) - 135. Ren e Bell (恋とベル?, Koi to Beru) - 136. La convocazione (招集?, Shōshū) - 137. Di nuovo nel Togenkyo (再び、桃源鄉へ?, Futatabi, Tōgenkyō e) - 138. Un primo giorno turbolento (波乱の初日?, Haran no shonichi) - 139. L'Onmyoryo (陰陽寮?, Onmyō ryō) - 140. Le caposquadra (組長たち?, Kumichō-tachi) - 141. Il sermone (說法?, Shuō hō) - 142. La grande sfida (大勝負?, Ōshōbu) - Extra. Diario notturno del Togenkyo (夜の桃源郷日記?, Yoru no Tōgenkyō nikki) |                        |                  |                        |
| 18 | 4 aprile 2025 | ISBN 978-4-08-884466-4 | —                | —                      |
| 18 | Capitoli - 143. (慈悲?, Jihi) - 144. (恋との対決?, Koi to no taiketsu) - 145. (絡み合う思惑?, Karamiau omowaku) - 146. (責任?, Sekinin) - 147. (最後の一手?, Saigo no itte) - 148. (投開票?, Tōkaihyō) - 149. (選挙決着?, Senkyo ketchaku) - 150. (揺るがぬ精兵たち?, Yuruganu seihei-tachi) - 151. (変わりゆく趨勢?, Kawari yuku sūzei) - Extra. (総組長選・夜の思い出?, Sō kumichō-sen yoru no omoide) |                        |                  |                        |
| 19 | 4 settembre 2025 | ISBN 978-4-08-884622-4 | —                | —                      |

#### Capitoli non ancora in formatotankōbon
Questa lista è suscettibile di variazioni e potrebbe essere incompleta o non aggiornata.

- 152.  (久重遙乃?, Kue Haruno)
- 153.  (癒やし?, Iyashi)
- 154.  (始動?, Shidō)
- 155.  (大極?, Taikyoku)
- 156.  (神隠し?, Kamigakushi)
- 157.  (神域へ?, Shin'iki e)
- 158.  (黄泉津大山?, Yomotsu ōyama)
- 159.  (神奴隸?, Kami dorei)
- 160.  (母?, Haha)
- 161.  (神の寵愛?, Kami no chōai)

### Anime
Il 19 novembre 2021 è stato annunciato un adattamento anime prodotto dallo studio Seven Arcs. La serie è diretta da Gorō Kuji, con Junji Nishimura come direttore generale, Yasuhiro Nakanishi che si occupa della composizione della serie, Ryota Kanō e Akira Kindaichi che scrivono le sceneggiature, Hiroyuki Yoshii che cura il character design e Kohta Yamamoto che compone la colonna sonora. La serie, originariamente prevista per il 2023, è stata trasmessa dal 4 gennaio al 21 marzo 2024 su AT-X e altre reti. La sigla d'apertura è Yume no ito (夢の糸? lett. "Stringa di sogni") cantata da Akari Kitō mentre quella di chiusura è Chain (lett. "Catena") di Maaya Uchida. In Italia i diritti della serie sono stati acquistati da Yamato Video che l'ha pubblicata in latecast in versione sottotitolata sul canale Anime Generation di Prime Video dal 3 settembre al 19 novembre 2024.
Una seconda stagione è stata annunciata il 23 marzo 2024. La stagione è animata da Passione e Hayabusa Film e diretta da Masafumi Tamura. Keiya Nakano cura il character design. È prevista per il 2026.

#### Episodi
| Nº | Titolo italiano Giapponese 「Kanji」 - Rōmaji                                     | In onda          | In onda |
| Nº | Titolo italiano Giapponese 「Kanji」 - Rōmaji                                     | Giapponese       |         |
| 1  | Nascita, Yuuki e risveglio 「誕生、優希、目醒める」 - Tanjō, Yūki, mezameru       | 4 gennaio 2024   |         |
| 2  | Interesse, Shushu e snudarsi 「興味、朱々、肌蹴る」 - Kyōmi, Shushu, hadakeru     | 11 gennaio 2024  |         |
| 3  | Incontro, Kyoka e furia 「遭遇、京香、猛る」 - Sōgū, Kyōka, takeru                | 18 gennaio 2024  |         |
| 4  | Turbine, Himari e ruggito 「旋風、日万凛、吼える」 - Senpū, Himari, hoeru         | 25 gennaio 2024  |         |
| 5  | Sorelle, Yachiho e scherno 「姉妹、八千穂、嘲る」 - Shimai, Yachiho, azakeru      | 1º febbraio 2024 |         |
| 6  | Assalto, Sahara e bagliore 「強襲、サハラ、煌めく」 - Kyōshū, Sahara, kirameku    | 8 febbraio 2024  |         |
| 7  | Fronte unito, Tenka e sollevarsi 「共闘、天花、翔る」 - Kyōtō, Tenge, kakeru      | 15 febbraio 2024 |         |
| 8  | Promessa, Nei e ricordi 「約束、寧、憶う」 - Yakusoku, Nei, omou                  | 22 febbraio 2024 |         |
| 9  | Ritrovo, Coco e leccata 「再会、ココ、舐る」 - Saikai, Koko, neburu               | 29 febbraio 2024 |         |
| 10 | Ostilità, Naon e canto 「開戦、波音、詠う」 - Kaisen, Naon, utau                  | 7 marzo 2024     |         |
| 11 | Scontro mortale, Aoba ed eccitazione 「死闘、青羽、昂る」 - Shitō, Aoba, takaburu | 14 marzo 2024    |         |
| 12 | Ritorno e nuova determinazione 「帰還、新たな、決意」 - Kikan, aratana, ketsui    | 21 marzo 2024    |         |

### Light novel
Una serie di light novel, Mato seihei no Slave Mabotai nisshi (魔都精兵のスレイブ 魔防隊日誌?, Mato seihei no Sureibu Mabōtai nisshi, lett. "Lo schiavo delle truppe d'élite della capitale magica: Il diario delle Mabotai"), scritta sempre da Takahiro e disegnata da Yohei Takemura, viene pubblicata a partire dal 25 gennaio 2024. La serie di romanzi funge da spin-off al manga originale ed è una raccolta di racconti incentrati su varie unità delle Mabotai.
| Nº | Data di prima pubblicazione | Data di prima pubblicazione | Data di prima pubblicazione |
| Nº | Giapponese                  | Giapponese                  |                             |
| -- | --------------------------- | --------------------------- | --------------------------- |
| 1  | 25 gennaio 2024             | ISBN 978-4-08-631538-8      |                             |

## Accoglienza
A novembre 2021 il manga aveva oltre 1 milione di copie in circolazione. Giovanni Arestia di Tom's Hardware Italia recensendo il primo volume del manga ha affermato che la storia è interessante, anche se questa tende ad abbassarsi di qualità per via della priorità data alle scene più sensuali che va anche a ridurre al minimo lo sviluppo di alcuni personaggi. Nonostante ciò, la suspense accumulata era sufficientemente alta da far incuriosire il lettore e invogliarlo a proseguire la lettura con il numero successivo.